# Gila River
Gila River er en flod i delstaten Arizona, USA. Den udspringer i det vestlige New Mexico i Sierra County og løber herfra mod sydvest over en strækning af 1.014 km. Den løber først mod sydvest og drejer så mod vest ind i Arizona, hvorefter den løber igennem Arizona i næsten 640 km. mod sydvest forbi byen Safford, og langs den sydlige kant af Gila-bjergene. 
Den løber ind i dalen sydøst for Phoenix. Øst for Phoenix drejer den skarpt mod syd, så skarpt mod vest igen nær byen Gila Bend. Den flyder mod sydvest og løber sammen med Colorado River nær Yuma.
Ifølge Guadalupe Hidalgo-traktaten fra 1848 skulle floden være grænse mellem USA og Mexico. Det var den indtil 1853.
I starten af dette århundrede var det muligt at sejle på floden i mindre både i landets lave del. I dag er Gila-floden spærret ved Coolidge Dam (Coolidge-dæmningen) hvor den danner San Carlos Lake (San Carlos-søen).